# Bobby Bonds
Bobby Lee Bonds (15 de março de 1946 – 23 de agosto de 2003) foi um jogador americano de beisebol profissional que atuou como campista direito na Major League Baseball de 1968 até 1981, principalmente com o San Francisco Giants. Notável por sua ótima combinação de força nas rebatidas e velocidade, foi o primeiro jogador a ter mais do que duas temporadas com 30 home runs e 30 bases roubadas, conseguido a façanha por cinco vezes (o recorde foi empatado apenas por seu filho Barry), e foi o primeiro a completar o feito em ambas grandes ligas; Bonds se tornou o segundo jogador a rebater 300 home runs na carreira e roubas 300 bases, se juntando a Willie Mays. Junto com Barry, ele é parte da melhor combinação pai/filho do beisebol, detendo o recorde de home runs combinados (1094), RBIs (3020) e bases roubadas (975). Um prolífico rebatedor de leadoff, ele também detinha o recorde de mais vezes rebatendo home runs como leadoff na carreira (35) e em uma temporada (11, em 1973); ambos recordes desde então foram quebrados.